# Ormosia broweri
Ormosia broweri là một loài ruồi trong họ Limoniidae. Chúng phân bố ở miền Tân bắc.